# Federico di Nassau-Zuylestein, III conte di Rochford
Federico di Nassau-Zuylestein, III conte di Rochford, detto anche in inglese Frederick Nassau de Zuylestein (Leersum, 31 gennaio 1684 – Londra, 14 giugno 1738), è stato un nobile inglese.

## Biografia
Federico di Nassau-Zuylestein era figlio secondogenito di Guglielmo di Nassau-Zuylestein, I conte di Rochford e di sua moglie, Jane Wroth (1659–1703). Nel 1710 suo fratello maggiore, Guglielmo di Nassau-Zuylestein, II conte di Rochford, succeduto da solo un anno ai titoli paterni, morì nel corso di una campagna militare in Spagna senza essersi sposato e senza aver avuto figli e Federico venne chiamato a succedergli.
Federico si sposò con Bessy Savage (1699-1746)., figlia di Richard Savage, IV conte Rivers (1654-1712). La coppia ebbe insieme
- Guglielmo Enrico di Nassau-Zuylestein, IV conte di Rochford (1717-1781)
- Richard Savage Nassau-Zuylestein (1723-1780)

Quando Federico morì nel 1738 i suoi titoli ed i suoi possedimenti passarono al suo primogenito Guglielmo Enrico.

## Albero genealogico
|                                                      |             |                                      | Genitori                                 |  |  | Nonni |  |  | Bisnonni                 |  |  | Trisnonni            |  |
|                                                      |             |                                      |                                          |  |  |       |  |  | Federico Enrico d'Orange |  |  | Guglielmo I d'Orange |  |
|                                                      |             |                                      |                                          |  |  |       |  |  | Federico Enrico d'Orange |  |  | Guglielmo I d'Orange |  |
|                                                      |             | Louise de Coligny                    |                                          |  |  |       |  |  | Federico Enrico d'Orange |  |  |                      |  |
| Federico di Nassau-Zuylestein                        |             |                                      |                                          |  |  |       |  |  | Federico Enrico d'Orange |  |  |                      |  |
|                                                      |             | Margaretha Catharina Bruyns          | Ludolph Bruyns                           |  |  |       |  |  |                          |  |  |                      |  |
|                                                      |             | Margaretha Catharina Bruyns          | Ludolph Bruyns                           |  |  |       |  |  |                          |  |  |                      |  |
|                                                      |             | Margaretha Catharina Bruyns          | Christina van Herenhaven                 |  |  |       |  |  |                          |  |  |                      |  |
| Guglielmo di Nassau-Zuylestein, I conte di Rochford  |             | Margaretha Catharina Bruyns          |                                          |  |  |       |  |  |                          |  |  |                      |  |
|                                                      |             | Sir William Killigrew                | Sir Robert Killigrew                     |  |  |       |  |  |                          |  |  |                      |  |
|                                                      |             | Sir William Killigrew                | Sir Robert Killigrew                     |  |  |       |  |  |                          |  |  |                      |  |
|                                                      |             | Sir William Killigrew                | Mary Woodhouse                           |  |  |       |  |  |                          |  |  |                      |  |
| Mary Killegrew                                       |             | Sir William Killigrew                |                                          |  |  |       |  |  |                          |  |  |                      |  |
|                                                      |             | Mary Hill                            | John Hill                                |  |  |       |  |  |                          |  |  |                      |  |
|                                                      |             | Mary Hill                            | John Hill                                |  |  |       |  |  |                          |  |  |                      |  |
|                                                      |             | Mary Hill                            | …                                        |  |  |       |  |  |                          |  |  |                      |  |
| Federico di Nassau-Zuylestein, III conte di Rochford |             | Mary Hill                            |                                          |  |  |       |  |  |                          |  |  |                      |  |
|                                                      | Henry Wroth | Robert Wroth                         |                                          |  |  |       |  |  |                          |  |  |                      |  |
|                                                      | Henry Wroth | Robert Wroth                         |                                          |  |  |       |  |  |                          |  |  |                      |  |
|                                                      | Henry Wroth | Susan Stonard                        |                                          |  |  |       |  |  |                          |  |  |                      |  |
| Sir Henry Wroth                                      | Henry Wroth |                                      |                                          |  |  |       |  |  |                          |  |  |                      |  |
|                                                      |             | …                                    | …                                        |  |  |       |  |  |                          |  |  |                      |  |
|                                                      |             | …                                    | …                                        |  |  |       |  |  |                          |  |  |                      |  |
|                                                      |             | …                                    | …                                        |  |  |       |  |  |                          |  |  |                      |  |
| Jane Wroth                                           |             | …                                    |                                          |  |  |       |  |  |                          |  |  |                      |  |
|                                                      |             | William Maynard, I barone di Wicklow | Sir Henry Maynard                        |  |  |       |  |  |                          |  |  |                      |  |
|                                                      |             | William Maynard, I barone di Wicklow | Sir Henry Maynard                        |  |  |       |  |  |                          |  |  |                      |  |
|                                                      |             | William Maynard, I barone di Wicklow | …                                        |  |  |       |  |  |                          |  |  |                      |  |
| Anne Maynard                                         |             | William Maynard, I barone di Wicklow |                                          |  |  |       |  |  |                          |  |  |                      |  |
|                                                      |             | Frances Cavendish                    | William Cavendish, I conte di Devonshire |  |  |       |  |  |                          |  |  |                      |  |
|                                                      |             | Frances Cavendish                    | William Cavendish, I conte di Devonshire |  |  |       |  |  |                          |  |  |                      |  |
|                                                      |             | Frances Cavendish                    | Anne Kighley                             |  |  |       |  |  |                          |  |  |                      |  |
|                                                      |             | Frances Cavendish                    |                                          |  |  |       |  |  |                          |  |  |                      |  |